# Mnestheus
Mnestheus is een geslacht van vlinders van de familie dikkopjes (Hesperiidae), uit de onderfamilie Hesperiinae.

## Soorten
- M. damma Evans, 1955
- M. ittona (Butler, 1870)